# Tettiselva pedia
Tettiselva pedia är en insektsart som beskrevs av Young 1977. Tettiselva pedia ingår i släktet Tettiselva och familjen dvärgstritar. Inga underarter finns listade i Catalogue of Life.